# Mai Serwa
Mai Serwa – obóz karny w Erytrei, położony na pustyni, ok. 8 km na północny zachód od stołecznej Asmary.
Na podstawie analizy zdjęć satelitarnych UNOSAT udało się zidentyfikować lokalizację i przeznaczenie tego obiektu. Według świadków, składa się on z 28 metalowych kontenerów (w każdym z nich przebywa około 30 do 40 więźniów), dwóch podziemnych pomieszczeń i 14 hangarów o powierzchni około 25 metrów kwadratowych każdy. W obozie karnym stosuje się okrutne tortury wobec więźniów politycznych, repatriantów, osób, które nie otrzymały azylu, dezerterów wojskowych, obdżektorów oraz członków niektórych grup religijnych. Uwięzione w nim osoby przetrzymywane są bez wyroków sądowych. Codziennie dochodzi do zgonów i ciężkich poranień wywołanych przez tortury i ciężkie warunki więzienne. Osadzeni najczęściej umieszczeni są w blaszanych kontenerach o wymiarach 3 na 2 m, w których temperatura przekracza w dzień 40 °C albo w budynkach do połowy wkopanych w ziemię, gdzie panują bardzo trudne warunki oraz ekstremalne temperatury, jak również w izolatkach. Brak dostępu niezależnych obserwatorów, rodzin, prawników, lekarzy i wolnych mediów sprawia, że niemożliwe jest określenie pełnej liczby ofiar tortur. Więźniowie otrzymują niewystarczające racje żywności i wody.
Obóz składa się z obozu-więzienia Mai Serwa Maximum Security i obozu pracy Mai Serwa Asmera Flowers, które znajdują się w odległości 2–3 km od siebie. W obozie występują problemy z dostępnością toalet ze względu na przeludnienie, nie ma zapewnionego dostępu do lekarstw ani środków higieny. W kwietniu 2020 roku, w związku z pandemią COVID-19, pomoc z zewnątrz stała się niemożliwa. Więźniowie są zmuszani do pracy na farmach kwiatowych. Zazwyczaj śpią oni na zmianę na podłodze, są także pozbawieni obuwia, by ich ucieczka była niemożliwa. Cierpią z powodu poważnych chorób, takich jak biegunka, gruźlica, astma, choroby serca i choroby psychiczne. 